# Phaeosphaeria volkartiana
Phaeosphaeria volkartiana är en svampart som först beskrevs av E. Müll., och fick sitt nu gällande namn av Hedjar. 1969. Phaeosphaeria volkartiana ingår i släktet Phaeosphaeria och familjen Phaeosphaeriaceae.   Inga underarter finns listade i Catalogue of Life.
I den svenska databasen Dyntaxa används istället namnet Nodulosphaeria volkartii för samma taxon.  Arten är reproducerande i Sverige.